# Invitrogen
Invitrogen è uno dei numerosi marchi della società Thermo Fisher Scientific.
La linea di prodotti comprende varie sottomarche di prodotti biotecnologici, come macchine e materiali di consumo per reazione a catena della polimerasi, trascrizione inversa, clonazione, coltura, produzione di cellule staminali, terapia cellulare, medicina rigenerativa, immunoterapia, trasfezione, purificazione DNA / RNA, test diagnostici, anticorpi e test immunologici.